# Ветробрани појас
Ветробрани појас је зелени појас (шумска култура) коју чини један, или чешће, неколико редова дрвећа и/или жбуња, лишћара и/или четинара чија је функција да ослабе брзину ветра без стварања турбулентних струја и спречи ерозију земљишта. То се постиже делимичном пропустљивошћу појаса. Емпиријски је утврђено да је пропустљивост од 50% оптимална. Ветрозаштитни појас штити заветрену страну 5-10 пута дужу од сопствене висине. Треба га подићи тако да између њега и продуктивних површина буде пут чија ширина је довољна да спречи засењивање и продор корена дрвећа из појаса у поље. Ветробрани појас се подиже када је подручје јаких ветрова неизбежно, или се поља са усевима или расадници већ налазе у њему. За мање површине добру заштиту могу да представљају вештачке препреке, а ветробрани појасеви су погодни за веће. Поред заштите производних поља вегетацијски појасеви подижу се и дуж путева и пруга где спречавају снежне сметове. 

## Микроклиматски утицај појаса
Појас не само да смањује просечну брзину ветра на заветреној страни, већ ублажава слаповитост, и турбулентну флуктуацију. Као резултат тога, турбулентно вертикално мешање је слабији на заветреној страни баријере него пре ње, што даје секундарне микроклиматске ефекте. Приземни топао ваздух настао због апсорпције сунчеве светлости од стране земљишта при дизању се много мање меша са хладним који доноси ветар. Као последица температура ваздуха иза појаса је већа него испред њега. Наравно, овај ефекат слаби са повећањем растојања од појаса и после одсојања од око 8 висина температура поново има вредност оне испред појаса или је чак и нижа. На месту примене појаса побољшава се састав земљишта, повећава се аерација и количина хумуса. Појас повећава биодиверзитет стварањем повољних услова за представнике флоре и фауне. Такође имају значај као прибежишта при годишњим миграцијама птица.

## Врсте за ветробране појасеве
Избор врста за појасеве првенствено зависи од климе и земљишта станишта у коме се појас подиже. Ако се појас подиже око расадника добро је и да се у њему нађу врсте које су у његовом асортиману, како би биле извор семена, резница или племки, а један од предуслова је и отпорност на ветроизвале и ветроломе. Неки од таксона отпорних на ветар не могу се употребити због других неодговарајућих особина, као што су коренски избојци (код трепетљике) или неодговарајућа густина круне (буква - прегуста, или карагана - ретка). У многим деловима Европе у појасевима се успешно користе јове због добрих особина у односу на ветар и због лаког одржавања. Alnus cordata дуго одржава лист ујесен, али касно олистава, па се чешће употребљава америчка црвена јова (Alnus rubra). Бела врба је добра јер има мањи самосев од јова и нарочито агресивног сибирског бреста. Четинари су добри за ветрозаштитне појасеве јер обезбеђују заштиту током целе године. Међу погодним врстама су купресоципарис, џиновска туја, црни бор и ситканска смрча. Неки четинари су слабо укорењени у првим годинама по подизању појаса, па их је потребно анкеровати. Понекад густина може да изазове турбуленцију па је потребно проредити густе круне. Добре су и комбинације у којима се врши садња брзорастућих и спорорастућих врста тако да се обезбеђује заштита у дужем временском периоду. Сива јова (Alnus incana), брзорастућа врста, обезбеђује заштиту док не стаса смрча.